# Testerep

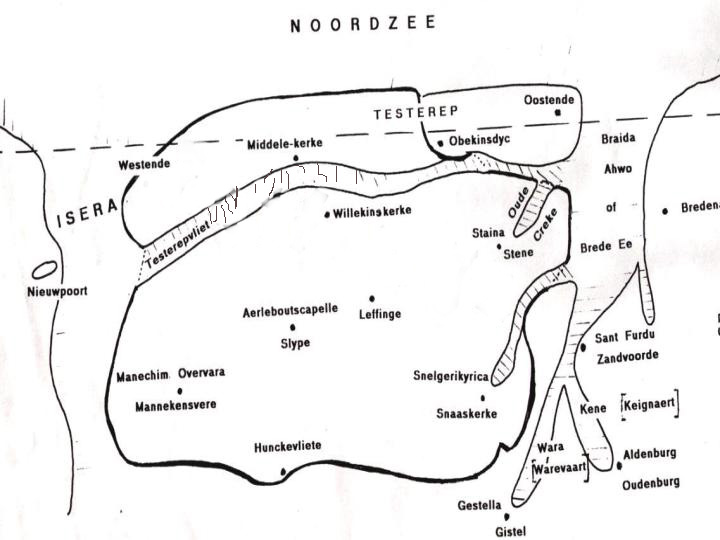
Gestalt der Küste im frühen Mittelalter

Testerep (auch Ter Streep genannt) ist der Name der früheren belgischen Insel an der Küste östlich der Mündung der Yser. Sie ist heute völlig im Festland aufgegangen. An ihrem ehemaligen östlichen Ende liegt die Stadt Ostende.

## Geschichte
Im Frühmittelalter war Testerep durch einen natürlichen Kanal vom Land getrennt. Die Insel wurde erst im 7. und 8. Jahrhundert besiedelt, sie diente vor allem der Schafzucht. Das Land gehörte dem Grafen von Flandern, der Teile als Lehen an die Abtei St. Pieter in Gent vergab.
Das erste Zentrum der Insel lag in Mariakerke, die auch die älteste Kirchengemeinde der Insel ist. Seit dem 10. Jahrhundert wurde der Priel, der Testerep vom Festland trennte, mit Deichen gesichert. Seit dem 12. Jahrhundert wurde das Gebiet mit Schleusen und Sielen entwässert und der Kanal am östlichen Ende abgedeicht. In dieser Zeit entstanden auch die größeren Ortschaften. Die Ortsnamen Ostende, Westende und Middelkerke beziehen sich auf die Lage auf der ehemaligen Insel.
Im Laufe der Zeit verlor Testerep durch Verlandung des Kanals völlig den Charakter einer Insel.